# Странный Эл Янкович
А́льфред Мэ́ттью «Странный Эл» Я́нкович (англ. Alfred Matthew «Weird Al» Yankovic); род. 23 октября 1959, Дауни, Калифорния, США) — американский музыкант, пародист, певец, сатирик, музыкальный продюсер, режиссёр и актёр. Известен своими пародиями на англоязычные хиты. Слова его песен в большей степени основываются на высмеивании современной популярной американской культуры, в том числе телевидения, кино, еды, музыки и новостей в СМИ.
Хотя именно пародии сделали его знаменитым, Янкович также записал множество юмористических песен с оригинальной мелодией. Некоторые из них являются стилизациями (пародиями стиля исполнения), когда для пародирования он выбирает не отдельную песню, а имитирует своеобразный стиль, свойственный отдельному исполнителю или группе. Большинство его альбомов включают в себя попурри, в котором смешаны припевы из различных песен, они исполняются в стиле польки в сопровождении аккордеона.
Одними из наиболее известных его пародий являются композиции «Eat It» и «Fat» (пародии на «Beat It» и «Bad» Майкла Джексона), «Like a Surgeon» (пародия на «Like a Virgin» Мадонны), «Smells Like Nirvana» (пародия на «Smells Like Teen Spirit» группы Nirvana), «Amish Paradise» (пародия на «Gangsta’s Paradise» Кулио), «White & Nerdy» (пародия на «Ridin’» Chamillionaire и Krayzie Bone).

## Биография

### Молодость
Единственный ребёнок Ника Янковича (4 июня 1917 — 9 апреля 2004, американец сербского происхождения) и Мэри Элизабет (до замужества — Вивальда, 7 февраля 1923 — 9 апреля 2004, американка с итальянскими и английскими корнями), Альфред родился в Дауни и рос в Линвуде, Калифорния.
Ник Янкович родился в Канзас-Сити и переехал в Калифорнию после службы во времена Второй мировой войны. Он верил, что «ключ к успеху» — «заниматься в жизни тем, что приносит тебе счастье» и часто напоминал своему сыну об этой мудрости. Ник женился на Мэри Вивальда в 1949 году. Мэри, приехавшая в Калифорнию из Кентукки, родила Альфреда 10 лет спустя.
22 октября 1966 года, за день до своего седьмого дня рождения, Эл пошёл на свой первый урок по игре на аккордеоне, который определил его карьеру в музыке. Коммивояжёр, путешествующий через Линвуд, предложил родителям Янковича выбор между обучением на аккордеоне или гитаре в местной музыкальной школе. Янкович утверждает, что причиной, по которой его родители предпочли аккордеон гитаре, было то, что «они считали, что в мире должен быть как минимум ещё один Янкович-аккордеонист», имея в виду Фрэнки Янковича, с которым их, однако, ничего не связывало. Он продолжал учиться в школе в течение трёх лет, пока не стал учиться сам. Примерами для подражания в тот период для него служили Фрэнки Янкович и Мирон Флорен (аккордеонист «The Lawrence Welk Show»). В 1970-х Янкович был большим фанатом Элтона Джона и утверждает, что альбом Джона Goodbye Yellow Brick Road «в некоторой степени помог мне научиться играть рок-н-ролл на аккордеоне». Он неоднократно проигрывал альбом и старался, не отставая, играть на аккордеоне. Что касается влияния на его комедийную и пародийную музыку, то здесь стоит отметить Тома Лерера, Стэна Фреберга, Спайка Джонса, Аллана Шермана, Шел Силверстайна и Фрэнка Заппы «и всех других изумительно больных и сдвинутых артистов, которых мы могли слышать в радио-шоу Dr. Demento». Другими источниками его вдохновения были журнал Mad, Монти Пайтон и пародийные фильмы Абрахамса и Цукеров.
Янкович пошёл в детский сад на год раньше, чем большинство детей, и пропустил второй класс. «Мои одноклассники думали, что я какой-то гений, и я сразу был прозван ботаником», — вспоминает он. Янкович был младше всех в классе на два года и не интересовался ни спортом, ни общественной жизнью школы. Среди старших классов он утвердился как отличник, что дало ему возможность выступить с прощальной речью перед классом. Янкович был довольно активен во внеучебных занятиях, включая Национальную судебную лигу (из которой он «обычно приносил домой какой-нибудь трофей»).

## Дискография

### Студийные альбомы
| "Weird Al" Yankovic                                      | 1983 | 139 |    |
| "Weird Al" Yankovic in 3-D                               | 1984 | 17  |    |
| Dare to Be Stupid                                        | 1985 | 50  |    |
| Polka Party!                                             | 1986 | 177 |    |
| Even Worse                                               | 1988 | 27  |    |
| UHF — Original Motion Picture Soundtrack and Other Stuff | 1989 | 146 |    |
| Off the Deep End                                         | 1992 | 17  |    |
| Alapalooza                                               | 1993 | 46  |    |
| Bad Hair Day                                             | 1996 | 14  |    |
| Running with Scissors                                    | 1999 | 16  |    |
| Poodle Hat                                               | 2003 | 17  | 11 |
| Straight Outta Lynwood                                   | 2006 | 10  | 1  |
| Alpocalypse                                              | 2011 | 9   | 1  |
| Mandatory Fun                                            | 2014 | 1   | 1  |

### Мини-альбомы
| Название                               | Год выхода |
| -------------------------------------- | ---------- |
| Another One Rides the Bus              | 1981       |
| Selections from Straight Outta Lynwood | 2006       |
| Internet Leaks                         | 2009       |

### Сборники
| Название                          | Год выхода |
| --------------------------------- | ---------- |
| Greatest Hits                     | 1988       |
| The Food Album                    | 1993       |
| Permanent Record: Al in the Box   | 1994       |
| Greatest Hits (Volume II)         | 1994       |
| The TV Album                      | 1995       |
| The Essential "Weird Al" Yankovic | 2009       |

## Фильмография
| Год       |    | Русское название                             | Оригинальное название                                    | Роль                         |
| --------- | -- | -------------------------------------------- | -------------------------------------------------------- | ---------------------------- |
| 1987      | с  | Удивительные истории                         | Amazing Stories                                          | Капустный человек            |
| 1988      | ф  | Кустари                                      | Tapeheads                                                | играет себя                  |
| 1988      | ф  | Голый пистолет                               | The Naked Gun: From the Files of Police Squad!           | играет себя                  |
| 1989      | ф  | Ультравысокая частота                        | UHF                                                      | Джордж Ньюман                |
| 1991      | ф  | Голый пистолет 2½: Запах страха              | The Naked Gun 2½: The Smell of Fear                      | бандит в полицейском участке |
| 1994      | ф  | Голый пистолет 33⅓: Последний выпад          | Naked Gun 33 1/3: The Final Insult                       | играет себя                  |
| 1996      | ф  | Неистребимый шпион                           | Spy Hard                                                 | играет себя                  |
| 1997      | мс | Кот Ик                                       | Eek! The Cat                                             | играет себя                  |
| 1998      | ф  | Патруль безопасности                         | Safety Patrol                                            | играет себя                  |
| 1998      | с  | Шоу Дрю Кэри                                 | The Drew Carey Show                                      | играет себя                  |
| 1999      | мс | Сабрина — маленькая ведьма                   | Sabrina: The Animated Series                             | играет себя                  |
| 2002      | мс | Шоу Брака                                    | The Brak Show                                            | Нефтяной Джо                 |
| 2003      | мс | Симпсоны                                     | The Simpsons                                             | играет себя                  |
| 2003      | мс | Лило и Стич                                  | Lilo & Stitch: The Series                                | менестрель                   |
| 2004      | мс | Джонни Браво                                 | Johnny Bravo                                             | играет себя                  |
| 2006      | мс | Робоцып                                      | Robot Chicken                                            | играет себя / Кевин          |
| 2008      | мс | Симпсоны                                     | The Simpsons                                             | играет себя                  |
| 2009      | ф  | Хэллоуин 2                                   | Halloween II                                             | играет себя                  |
| 2010      | мс | Рога и копыта. Возвращение                   | Back at the Barnyard                                     | играет себя                  |
| 2011      | с  | Как я встретил вашу маму                     | How I Met Your Mother                                    | играет себя                  |
| 2011      | мс | Бэтмен: Отважный и смелый                    | Batman: The Brave and the Bold                           | Мистер Стар / играет себя    |
| 2011—2016 | мс | Время приключений                            | Adventure Time                                           | Банановый парень             |
| 2012      | с  | Студия 30                                    | 30 Rock                                                  | играет себя                  |
| 2013      | с  | Дэцкая больница                              | Childrens Hospital                                       | молодой Майкл                |
| 2014      | с  | Пьяная история                               | Drunk History                                            | Адольф Гитлер                |
| 2014—2019 | мс | Дружба — это чудо                            | My Little Pony: Friendship Is Magic                      | Чиз Сэндвич                  |
| 2015      | мф | Бэтмен против Робина                         | Batman vs. Robin                                         | Антон Шотт / Кукольник       |
| 2015—2016 | с  | Галавант                                     | Galavant                                                 | монах                        |
| 2015      | с  | Странная парочка                             | The Odd Couple                                           | Стив                         |
| 2015      | с  | Жаркое американское лето: Первый день лагеря | Wet Hot American Summer: First Day of Camp               | Джеки Брэйзен                |
| 2015      | мс | Дядя Деда                                    | Uncle Grandpa                                            | Пэл.0 / Странный Пэл         |
| 2015      | мс | Гравити Фолз                                 | Gravity Falls                                            | Вероятник Мерзейший          |
| 2015      | мс | С приветом по планетам                       | Wander Over Yonder                                       | Доктор Джонс                 |
| 2015—2018 | мс | Юные титаны, вперёд!                         | Teen Titans Go!                                          | Дарксайд                     |
| 2016      | ф  | Поп-звезда: Не переставай, не останавливайся | Popstar: Never Stop Never Stopping                       | вокалист Hammerleg           |
| 2016      | с  | Голдберги                                    | The Goldbergs                                            | играет себя                  |
| 2016—2019 | мс | Конь БоДжек                                  | BoJack Horseman                                          | Капитан Подхвост             |
| 2016—2019 | мс | Закон Мёрфи                                  | Milo Murphy’s Law                                        | Майло Мёрфи                  |
| 2016      | мс | 7 гномов                                     | The 7D                                                   | оборотень                    |
| 2017      | ф  | Сэнди Уэкслер                                | Sandy Wexler                                             | играет себя                  |
| 2017      | ф  | Как быть латинским любовником                | How to Be a Latin Lover                                  | играет себя                  |
| 2017      | с  | Взрывная штучка                              | Lady Dynamite                                            | играет себя                  |
| 2017      | мс | Вольтрон: Легендарный защитник               | Voltron: Legendary Defender                              | Блюмфамп                     |
| 2017      | мс | Звёздная принцесса и силы зла                | Star vs. the Forces of Evil                              | Престон Чейндж-О             |
| 2017      | мс | Вся правда о медведях                        | We Bare Bears                                            | Льюис                        |
| 2017      | мс | Робоцып                                      | Robot Chicken                                            | Кайдзю / играет себя         |
| 2018      | с  | Пьяная история                               | Drunk History                                            | Адольф Эйхман                |
| 2019      | мф | Юные Титаны, вперёд! против Юных Титанов     | Teen Titans Go! vs. Teen Titans                          | Джентльмен Дух / Дарксайд    |
| 2019      | с  | Чокнутая бывшая                              | Crazy Ex-Girlfriend                                      | Берни                        |
| 2019      | с  | Адам портит всё                              | Adam Ruins Everything                                    | владелец магазина / дьявол   |
| 2019      | мс | Скуби-Ду и угадай кто?                       | Scooby-Doo and Guess Who?                                | играет себя                  |
| 2020      | ф  | Билл и Тед снова в деле                      | Bill & Ted Face the Music                                | играет себя                  |
| 2020      | мф | Финес и Ферб: Кендэс против Вселенной        | Phineas and Ferb the Movie: Candace Against the Universe | парень в рубашке-пушке       |
| 2020—2022 | с  | Рино 911!                                    | Reno 911!                                                | Тед Ньюджент                 |
| 2020      | мс | Вспыш и чудо-машинки                         | Blaze and the Monster Machines                           | енот                         |
| 2020      | мс | Достаточно близко                            | Close Enough                                             | играет себя                  |
| 2020      | мс | Американский папаша!                         | American Dad!                                            | играет себя                  |
| 2022      | ф  | Странный Эл                                  | Weird: The Al Yankovic Story                             | Тони Скотти                  |
| 2023      | мс | Велма                                        | Velma                                                    | Перхотная труба              |

## Объекты пародий
- Майкл Джексон (Beat It — пародийное название — Eat It; Bad — пародийное название — Fat);
- Боб Дилан (Bob — стилистическая пародия);
- Марк Нопфлер из группы Dire Straits (Money for Nothing — Beverly Hillbillies). Последняя — практически дословная перепевка знаменитой композиции кантри-композиции Ballad of Jed Clampett, получившей известность в исполнении блюграсс-ансамбля The Foggy Mountain Boys;
- Джеймс Блант (You’re Beautiful — пародийное название — You’re Pitiful);
- Crash Test Dummies (Mmm Mmm Mmm Mmm — пародийное название — Headline News);
- The Presidents of the United States of America (Lump — пародийное название — Gump);
- Chamillionaire & Krayzie Bone (Ridin' — пародийное название — White & Nerdy);
- Nirvana (Smells Like Teen Spirit — пародийное название — Smells Like Nirvana; Rape Me — пародийное название — Brain Freeze; Endless, Nameless — пародийное название — Bite Me);
- Aerosmith (Livin' on the Edge — пародийное название — Livin' in the Fridge);
- Кулио (Gangsta’s Paradise — пародийное название — Amish Paradise);
- Леди Гага (Born This Way — пародийное название — Perform This Way);
- Queen (Another One Bites the Dust — пародийное название — Another One Rides the Bus; Ringtone — стилистическая пародия);
- Devo (Dare to be Stupid — стилистическая пародия);
- Мадонна (Like a Virgin — пародийное название — Like a Surgeon);
- The Offspring (Pretty Fly (for a White Guy) — пародийное название — Pretty Fly for a Rabbi);
- Эминем (Lose Yourself — пародийное название — Couch Potato);
- The Kinks (Lola — пародийное название — Yoda);
- Green Day (American Idiot — пародийное название — Canadian Idiot);
- MC Hammer (U Can’t Touch This — пародийное название — I Can’t Watch This);
- Аврил Лавин (Complicated — пародийное название — A Complicated Song);
- Survivor (Eye of the Tiger — пародийное название — Rye Or the Kaiser);
- Backstreet Boys (I Want It That Way — пародийное название — EBay);
- Lorde (Royals — пародийное название — Foil);
- The Beatles (Taxman — пародийное название — Pac-Man);
- Дон Маклин (American Pie — пародийное название — The Saga Begins)
- The Knack (My Sharona — пародийное название — My Bologna)
- Red Hot Chili Peppers (Under the Bridge/Give It Away — пародийное название — Bedrock Anthem)
- Тиффани (I Think We’re Alone Now  — пародийное название — I Think I'm a Clone Now) и т. д.